# Franck Cabot-David
Franck Cabot-David (* 30. Juli 1952), bekannt als Franck David und als Frank David, ist ein französischer Schauspieler.

## Werdegang
Zunächst begann Franck David als Kinderschauspieler. Er gab sein Debüt neben Jean Gabin, Fernandel und Marie Dubois in Flegelalter (1964) als Fernandels Filmsohn Henri Lartigue. Es folgten weitere Kinderrollen, so 1965 neben Georges Wilson in Professor Schellfisch (Merlusse). Als Jugendlicher spielte er 1974 in Jean Giraults Les murs ont des oreilles und erneut neben Jean Gabin in Zwei scheinheilige Brüder (1975). 1976 war er Star der Fernsehserie Bonjour Paris von Joseph Drimal. Eine weitere Serienhauptrolle als langmähniger Adoleszenter hatte er als Seriensohn von Jean Martinelli in der Serie La famille Cigale (1977). Franck David nahm neben seiner Filmkarriere Unterricht an der Nationalen Schule für Theaterkunst und -techniken (ENSATT) und am Conservatoire national supérieur d’art dramatique in der Klasse von Antoine Vitez und Pierre Debauche.
Den Wechsel ins dramatische Fach hatte er 1978 mit der Miniserie Die traurige Geschichte des Chevalier Des Grieux und der Manon Lescaut (Histoire du chevalier Des Grieux et de Manon Lescaut): noch immer mit langen dunkelblonden Locken stürzt sich sein Held aus dem Roman Manon Lescaut wegen einer Frau (Fanny Cottençon) ins Verderben und geht nach deren Tod ins Kloster.  Eine weitere Literaturverfilmung, die ihn als dramatischen Helden zeigt, ist Robert Hosseins opulente Verfilmung von Victor Hugos Die Elenden (1982): hier spielt er neben Lino Ventura, Jean Carmet und Michel Bouquet den Marius. Weitere Erfolge waren Louis, der Geizkragen (1980) mit Louis de Funès und Jean Delannoys L'été indien (1981) mit Pierre Vernier und Brigitte Fossey. Franck David blieb weiterhin ein romantischer Held, so auch in der TV-Verfilmung der Kameliendame: statt einer Manon Lescaut starb nun eine Marguerite Gautier (Marie-Hélène Breillat) in seinen Armen. Nach Jean Delannoys Bernadette – Das Wunder von Lourdes  (1988) kehrte er erst mit der Rolle des Cousins in Éric Rohmers Sommer 1996 zum Film zurück. Seine vorerst letzte Kinohauptrolle hatte Franck David 2013 als Commissioner David in L'engagement 1.0.